# フジテレビ・エンタプライズ
フジテレビ・エンタプライズは、かつて存在した日本のアニメ制作会社。
1968年頃までの旧社名は「テレビ動画（テレビ動画株式会社）」（英: JAPAN TELE-CARTOONS, INC.）であった。本項では、その前身に当たる「東京光映」についても記す。

## 概要
1963年、実写並びにアニメのTVCF制作会社である「東京光映」と、フジテレビの子会社である「共同テレビ（株式会社共同テレビジョン）」が共同出資して設立した。
制作スタッフ集めは、主として東京光映に籍をおいていた岡部一彦が行った。
最初から撮影まで一貫して行える設備が整っており、「テレビ動画」時代には、「ドルフィン王子」「怪盗プライド」の制作や他社作品の制作協力などを手がけた。
1968年頃に「フジテレビ・エンタプライズ」に改組し、総合イベント企画会社に転向すると同時に動画製作部門も縮小され、多くのアニメ関係者が退社することとなった。
改組後は、フジテレビで放送する帯アニメやテレビ紙芝居のほか、TVCF制作やレコード出版事業など事業の幅を広げて活動していた。1971年4月には制作部門を分離し、実制作は民話社などに委託する形を取っていた。
最終的に、1973年6月に親会社の共同テレビに吸収される形で消滅した。

## 作品リスト

### テレビ動画時代
- ドルフィン王子（1965年）
  - がんばれ!マリンキッド（1966年）
- 宇宙人ピピ（1965年、アニメーション制作）
- 怪盗プライド（1965年） - テレビ動画としての第1作だが放送は「ドルフィン王子」が先行した[4]

- 五年生（みんなのうた）（1968年）[10]
- ジョニーサイファー（1968年 - 1969年、制作協力）

### フジテレビ・エンタプライズ時代
- 海底少年マリン（1969年） - 「がんばれ！マリンキッド」で未放送だった話数を含めて編集を加えた形で放送
- そばかすプッチー（1969年）
- ピンチとパンチ（1969年 - 1970年）
- いたずら天使チッポちゃん（1970年）
- みんなよっといで（1971年 - 1973年）
  - 天馬天平（1971年 - 1972年、テレビ紙芝居）[4]
  - 伊賀の影丸（1972年、テレビ紙芝居）
  - 小天狗はやて丸（1972年 - 1973年、テレビ紙芝居）
  - 真田十勇士（1973年、テレビ紙芝居）
  - 戸川幸夫動物物語（制作年不明、テレビ紙芝居）[4]
- ゆかいな動物村（1972年、16ミリフィルム）[11]  - 民話社との共同製作

## 主な出身者
- 前田昭（アニメーター）
- 北原健雄（アニメーター）[12]
- 杉山卓（アニメーション演出家）
- 石黒昇（アニメーション演出家）
- 中島順三（アニメーションプロデューサー）
- 児玉征太郎（アニメーションプロデューサー、テレビ動画時代の制作課長）[12]
- 佐藤昭司（アニメーションプロデューサー）[12]
- 小山ゆう（漫画家）[13]
- 平野仁（漫画家）[13]
- 近藤大理（画家）[13]

## 関連人物
- 岡部一彦（東京光映時代の制作部長[14]）
- 前田一 (アニメーター)（テレビ動画時代の制作部長[12][15]）
- 岡部冬彦
- 福原悠一